# إليزابيث إس. راسيل
إليزابيث إس. راسيل (بالإنجليزية: Elizabeth S. Russell)‏ هي عالمة وراثة أمريكية، ولدت في 1 مايو 1913 في آن آربر في الولايات المتحدة، وتوفيت في 28 مايو 2001 في High Bridge, Washington ‏ في الولايات المتحدة.